# Matthew Gibson
Matthew Lewis Gibson (Lymm, 2 september 1996) is een Engels voormalig baan- en wegwielrenner.

## Carrière
Als junior werd Gibson in meerdere disciplines op de baan nationaal kampioen. Op de weg werd hij vijfde op het wereldkampioenschap tijdrijden in 2013. Een jaar later won hij een etappe in de Vredeskoers en werd hij tiende op het wereldkampioenschap.
In 2015 won Gibson, samen met Jonathan Dibben, Owain Doull, Andrew Tennant, Bradley Wiggins en Steven Burke, goud in de ploegenachtervolging op het Europese kampioenschap. In 2018 behaalde hij zijn eerste UCI-overwinning bij de elite op de weg, toen hij in de derde etappe van de New Zealand Cycle Classic de massasprint won. Twee maanden later won hij de zesde etappe in de Ronde van Normandië.

## Palmares

### Baanwielrennen
| Jaar     | BK                                         | EK                                | WK         | Overig   |
| Junioren | Junioren                                   | Junioren                          | Junioren   | Junioren |
| -------- | ------------------------------------------ | --------------------------------- | ---------- | -------- |
| 2013     | 1 km tijdrit · Achtervolging               |                                   |            |          |
| 2014     | Achtervolging · Puntenkoers                | Ploegenachtervolging              |            |          |
| Beloften |                                            |                                   |            |          |
| 2015     |                                            | Ploegenachtervolging · Scratch    |            |          |
| 2016     |                                            | 10e Achtervolging                 |            |          |
| Elite    |                                            |                                   |            |          |
| 2015     | 4e Achtervolging 5e Puntenkoers 5e Scratch | Ploegenachtervolging · 8e Scratch | 6e Scratch |          |

### Wegwielrennen
2014
2e etappe deel A Vredeskoers, Junioren
2018
3e etappe New Zealand Cycle Classic
6e etappe Ronde van Normandië
5e etappe Ronde van Loir-et-Cher
5e etappe Ronde van de Toekomst
2019
13e etappe Ronde van het Qinghaimeer

#### Resultaten in voornaamste wedstrijden
|      | \| Jaar \| Parijs-Tours \| \| ---- \| ------------ \| \| 2020 \| 116e \| |
| Jaar | Parijs-Tours                                                             |
| 2020 | 116e                                                                     |

## Ploegen
- 2017 –  JLT Condor
- 2018 –  JLT Condor
- 2019 –  Burgos-BH
- 2020 –  Burgos-BH
- 2021 –  Ribble Weldtite Pro Cycling
- 2022 –  WiV SunGod tot 5/6
- 2022 –  Human Powered Health vanaf 6/6
- 2023 –  Human Powered Health
- 2024 –  Saint Piran

Bibby · Bradbury · Briggs · Burton · Clancy · Gibson · Gullen · Laverack · McCarthy · Moses · Mould · Slater · Stewart · Wood
Bico · Bol · Cabedo · Cubero · Ezquerra · Fernandes · Fuentes · Gibson · Langellotti · López · Madrazo · Mitri · Peñalver · Robredo · Rubio · Sessler · Sureda · Vilela
Aasvold · Bassett · Brown (tot 26/6) · Carpenter · Coté · de Kleijn · de Vos · Gibson (vanaf 6/6) · Haga · Hecht · Jensen · Joyce · King · Krul · Mannion · Murphy · Rosskopf · Swirbul · Zukowsky · Chrétien (stagiair) · Double (stagiair) · Stites (stagiair)
Aasvold · Aniołkowski · Banaszek · Bassett · Chrétien · Coté · de Vos · Double · Gibson · Greenberg · Haga · Hecht · Jensen · Joyce · Krul · Lemmen · McGill · Peák · Perry · Schönberger · Svestad-Bårdseng · Van Hoecke · Weemaes